# Tahití en la Copa de las Naciones de la OFC 2016
La selección de Tahití, que representa a la Polinesia Francesa, fue uno de los ocho equipos participantes de la Copa de las Naciones de la OFC 2016, realizada en Papúa Nueva Guinea entre el 28 de mayo y el 11 de junio. Fue su novena participación en el certamen continental.
Los Tiki Toa fueron emparejados en el grupo A junto con Nueva Caledonia, Samoa y Papúa Nueva Guinea. A pesar de no haber perdido ningún partido, quedaron igualados en puntaje con los seleccionados papú y neocaledonio, y eliminados por poseer peor diferencia de gol.

## Jugadores
Ludovic Graugnard entregó la lista definitiva el 13 de mayo.
| #  | Nombre            | Posición         | Edad | PJ Sel | Club               |
| -- | ----------------- | ---------------- | ---- | ------ | ------------------ |
| 1  | Mikaël Roche      | Arquero          | 33   | 7      | Tefana             |
| 2  | Taumihau Tiatia   | Defensor         | 24   | 0      | Tefana             |
| 4  | Ricky Aitamai     | Defensor         | 24   | 4      | Vénus              |
| 5  | Rainui Aroita     | Defensor         | 22   | 1      | Tamarii Faa'a      |
| 6  | Henri Caroine     | Mediocampista    | 34   | 9      | Horizon Patho      |
| 7  | Temarii Tinorua   | Delantero        | 29   | 10     | Tefana             |
| 8  | Tauatua Lucas     | Delantero        | 21   | 0      | Tefana             |
| 9  | Tauhiti Keck      | Delantero        | 21   | 1      | Tefana             |
| 10 | Teaonui Tehau     | Delantero        | 23   | 15     | Pirae              |
| 11 | Jay Warren        | Mediocampista    | 27   | 0      | Pirae              |
| 12 | Mauarii Tehina    | Mediocampista    | 22   | 0      | Vénus              |
| 13 | Steevy Chong Hue  | Delantero        | 26   | 18     | Tefana             |
| 14 | Matatia Paama     | Mediocampista    | 23   | 0      | Central Sport      |
| 15 | Heimano Bourebare | Mediocampista    | 27   | 12     | Tefana             |
| 16 | Bruno Tetuanui    | Arquero          | 34   | 0      | Central Sport      |
| 17 | Tamatoa Tetauira  | Mediocampista    | 20   | 0      | Dragon             |
| 18 | Tefai Fehau       | Defensor         | 28   | 0      | Vénus              |
| 19 | Vincent Simon     | Defensor         | 32   | 18     | Pirae              |
| 20 | Alvin Tehau       | Mediocampista    | 27   | 11     | Tefana             |
| 21 | Fred Tissot       | Delantero        | 20   | 0      | Central Sport      |
| 22 | Nicolas Vallar    | Defensor         | 32   | 14     | Tefana             |
| DT | Ludovic Graugnard | Director técnico | 38   | -      | Bandera de Francia |

## Participación

### Primera fase
| Equipo             | Pts | PJ | PG | PE | PP | GF | GC | Dif |
| ------------------ | --- | -- | -- | -- | -- | -- | -- | --- |
| Papúa Nueva Guinea | 5   | 3  | 1  | 2  | 0  | 11 | 3  | 8   |
| Nueva Caledonia    | 5   | 3  | 1  | 2  | 0  | 9  | 2  | 7   |
| Tahití             | 5   | 3  | 1  | 2  | 0  | 7  | 3  | 4   |
| Samoa              | 0   | 3  | 0  | 0  | 3  | 0  | 19 | -19 |

| 1          | Guardameta     | Mikael Roche      |     |
| 3          | Defensa        | Vincent Simon     |     |
| 2          | Defensa        | Taumihau Tiatia   |     |
| 22         | Defensa        | Nicolas Vallar    |     |
| 15         | Centrocampista | Heimano Bourebare |     |
| 6          | Centrocampista | Henri Caroine     | 69' |
| 20         | Centrocampista | Alvin Tehau       |     |
| 17         | Centrocampista | Tamatoa Tetauira  |     |
| 13         | Delantero      | Steevy Chong Hue  |     |
| 9          | Delantero      | Tauhiti Keck      | 46' |
| 10         | Delantero      | Teaonui Tehau     | 46' |
| Entrenador | Entrenador     | Ludovic Graugnard |     |

| 1          | Guardameta     | Faalavelale Matagi |     |
| 18         | Defensa        | Henri Pupi         |     |
| 2          | Defensa        | John Hall          |     |
| 4          | Defensa        | Filipo Bureta      |     |
| 16         | Defensa        | Marcus Alimonti    | 75' |
| 12         | Centrocampista | Mike Saofaiga      |     |
| 6          | Centrocampista | Ryan Martin        | 71' |
| 13         | Centrocampista | Lionel Taylor      |     |
| 19         | Centrocampista | Lapalapa Toni      | 67' |
| 10         | Centrocampista | Desmond Fa'aiuaso  |     |
| 7          | Delantero      | Andrew Mobberley   |     |
| Entrenador | Entrenador     | Scott Easthope     |     |

| 8  | Delantero | Tuatua Lucas    | 46' |
| 21 | Delantero | Fred Tissot     | 46' |
| 7  | Delantero | Temarii Tinorua | 69' |

| 21 | Centrocampista | Samuelu Malo      | 67' |
| 17 | Centrocampista | Joseph Dan-Tyrell | 71' |
| 9  | Delantero      | Paulo Scanlan     | 75' |

| Anotado | 2'  | Teaonui Tehau    | 1 - 0 |
| Anotado | 5'  | Teaonui Tehau    | 2 - 0 |
| Anotado | 15' | Steevy Chong Hue | 3 - 0 |
| Anotado | 39' | Alvin Tehau      | 4 - 0 |

| Amonestado | 83'   | Fred Tissot      |
| Amonestado | 90+2' | Tuatua Lucas     |
| Amonestado | 90+4' | Tamatoa Tetauira |

| Amonestado | 23' | Ryan Martin   |
| Amonestado | 29' | Filipo Bureta |

| Árbitro             | Ravitesh Behari |
| Árbitros asistentes | Ravinesh Kumar  |
|                     | Johnny Erick    |
| Cuarto árbitro      | George Time     |

| 1          | Guardameta     | Mikael Roche      |     |
| 3          | Defensa        | Vincent Simon     |     |
| 2          | Defensa        | Taumihau Tiatia   |     |
| 22         | Defensa        | Nicolas Vallar    |     |
| 15         | Centrocampista | Heimano Bourebare |     |
| 6          | Centrocampista | Henri Caroine     | 69' |
| 20         | Centrocampista | Alvin Tehau       |     |
| 17         | Centrocampista | Tamatoa Tetauira  |     |
| 13         | Delantero      | Steevy Chong Hue  |     |
| 9          | Delantero      | Tauhiti Keck      | 46' |
| 10         | Delantero      | Teaonui Tehau     | 46' |
| Entrenador | Entrenador     | Ludovic Graugnard |     |

| 1          | Guardameta     | Faalavelale Matagi |     |
| 18         | Defensa        | Henri Pupi         |     |
| 2          | Defensa        | John Hall          |     |
| 4          | Defensa        | Filipo Bureta      |     |
| 16         | Defensa        | Marcus Alimonti    | 75' |
| 12         | Centrocampista | Mike Saofaiga      |     |
| 6          | Centrocampista | Ryan Martin        | 71' |
| 13         | Centrocampista | Lionel Taylor      |     |
| 19         | Centrocampista | Lapalapa Toni      | 67' |
| 10         | Centrocampista | Desmond Fa'aiuaso  |     |
| 7          | Delantero      | Andrew Mobberley   |     |
| Entrenador | Entrenador     | Scott Easthope     |     |

| 8  | Delantero | Tuatua Lucas    | 46' |
| 21 | Delantero | Fred Tissot     | 46' |
| 7  | Delantero | Temarii Tinorua | 69' |

| 21 | Centrocampista | Samuelu Malo      | 67' |
| 17 | Centrocampista | Joseph Dan-Tyrell | 71' |
| 9  | Delantero      | Paulo Scanlan     | 75' |

| Anotado | 2'  | Teaonui Tehau    | 1 - 0 |
| Anotado | 5'  | Teaonui Tehau    | 2 - 0 |
| Anotado | 15' | Steevy Chong Hue | 3 - 0 |
| Anotado | 39' | Alvin Tehau      | 4 - 0 |

| Amonestado | 83'   | Fred Tissot      |
| Amonestado | 90+2' | Tuatua Lucas     |
| Amonestado | 90+4' | Tamatoa Tetauira |

| Amonestado | 23' | Ryan Martin   |
| Amonestado | 29' | Filipo Bureta |

| Árbitro             | Ravitesh Behari |
| Árbitros asistentes | Ravinesh Kumar  |
|                     | Johnny Erick    |
| Cuarto árbitro      | George Time     |

| 20         | Guardameta     | Ronald Warisan      |     |
| 2          | Defensa        | Daniel Joe          |     |
| 5          | Defensa        | Felix Komolong      |     |
| 4          | Defensa        | Alwin Komolong      |     |
| 19         | Defensa        | Koriak Upaiga       |     |
| 8          | Centrocampista | Michael Foster      |     |
| 12         | Centrocampista | David Muta          |     |
| 17         | Centrocampista | Jacob Sabua         |     |
| 11         | Centrocampista | Wira Wama           | 80' |
| 7          | Delantero      | Raymond Gunemba     |     |
| 9          | Delantero      | Nigel Dagingyaba    |     |
| Entrenador | Entrenador     | Flemming Serristlev |     |

| 1          | Guardameta     | Mikael Roche      |     |
| 2          | Defensa        | Taumihau Tiatia   |     |
| 6          | Defensa        | Henri Caroine     |     |
| 22         | Defensa        | Nicolas Vallar    |     |
| 15         | Centrocampista | Heimano Bourebare |     |
| 20         | Centrocampista | Alvin Tehau       |     |
| 17         | Centrocampista | Tamatoa Tetauira  |     |
| 11         | Centrocampista | Jay Warren        | 78' |
| 13         | Delantero      | Steevy Chong Hue  | 83' |
| 9          | Delantero      | Tauhiti Keck      | 62' |
| 10         | Delantero      | Teaonui Tehau     |     |
| Entrenador | Entrenador     | Ludovic Graugnard |     |

| 14 | Centrocampista | Emmanuel Simon | 80' |

| 21 | Delantero      | Fred Tissot   | 62' |
| 4  | Centrocampista | Ricky Aitamai | 78' |
| 8  | Delantero      | Tuatua Lucas  | 83' |

| Anotado | 45+1' | Raymond Gunemba | 1 - 0 |
| Anotado | 64'   | Raymond Gunemba | 2 - 0 |

| Anotado | 66' | Alvin Tehau   | 2 - 1 |
| Anotado | 76' | Teaonui Tehau | 2 - 2 |

| Amonestado | 13' | David Muta       |
| Amonestado | 18' | Nigel Dabingyaba |

| Amonestado | 29' | Heimano Bourebare |
| Expulsado  | 51' | Nicolas Vallar    |
| Amonestado | 86' | Tamatoa Tetauira  |

| Árbitro             | Nick Waldron    |
| Árbitros asistentes | Mark Rule       |
|                     | Avinesh Narayan |
| Cuarto árbitro      | Matt Conger     |

| 20         | Guardameta     | Ronald Warisan      |     |
| 2          | Defensa        | Daniel Joe          |     |
| 5          | Defensa        | Felix Komolong      |     |
| 4          | Defensa        | Alwin Komolong      |     |
| 19         | Defensa        | Koriak Upaiga       |     |
| 8          | Centrocampista | Michael Foster      |     |
| 12         | Centrocampista | David Muta          |     |
| 17         | Centrocampista | Jacob Sabua         |     |
| 11         | Centrocampista | Wira Wama           | 80' |
| 7          | Delantero      | Raymond Gunemba     |     |
| 9          | Delantero      | Nigel Dagingyaba    |     |
| Entrenador | Entrenador     | Flemming Serristlev |     |

| 1          | Guardameta     | Mikael Roche      |     |
| 2          | Defensa        | Taumihau Tiatia   |     |
| 6          | Defensa        | Henri Caroine     |     |
| 22         | Defensa        | Nicolas Vallar    |     |
| 15         | Centrocampista | Heimano Bourebare |     |
| 20         | Centrocampista | Alvin Tehau       |     |
| 17         | Centrocampista | Tamatoa Tetauira  |     |
| 11         | Centrocampista | Jay Warren        | 78' |
| 13         | Delantero      | Steevy Chong Hue  | 83' |
| 9          | Delantero      | Tauhiti Keck      | 62' |
| 10         | Delantero      | Teaonui Tehau     |     |
| Entrenador | Entrenador     | Ludovic Graugnard |     |

| 14 | Centrocampista | Emmanuel Simon | 80' |

| 21 | Delantero      | Fred Tissot   | 62' |
| 4  | Centrocampista | Ricky Aitamai | 78' |
| 8  | Delantero      | Tuatua Lucas  | 83' |

| Anotado | 45+1' | Raymond Gunemba | 1 - 0 |
| Anotado | 64'   | Raymond Gunemba | 2 - 0 |

| Anotado | 66' | Alvin Tehau   | 2 - 1 |
| Anotado | 76' | Teaonui Tehau | 2 - 2 |

| Amonestado | 13' | David Muta       |
| Amonestado | 18' | Nigel Dabingyaba |

| Amonestado | 29' | Heimano Bourebare |
| Expulsado  | 51' | Nicolas Vallar    |
| Amonestado | 86' | Tamatoa Tetauira  |

| Árbitro             | Nick Waldron    |
| Árbitros asistentes | Mark Rule       |
|                     | Avinesh Narayan |
| Cuarto árbitro      | Matt Conger     |

| 1          | Guardameta     | Mikael Roche      |     |
| 2          | Defensa        | Taumihau Tiatia   | 85' |
| 6          | Defensa        | Henri Caroine     |     |
| 19         | Defensa        | Vincent Simon     |     |
| 5          | Centrocampista | Ranui Aroita      |     |
| 11         | Centrocampista | Jay Warren        | 76' |
| 15         | Centrocampista | Heimano Bourebare |     |
| 20         | Centrocampista | Alvin Tehau       |     |
| 10         | Delantero      | Teaonui Tehau     |     |
| 13         | Delantero      | Steevy Chong Hue  |     |
| 21         | Delantero      | Fred Tissot       | 77' |
| Entrenador | Entrenador     | Ludovic Graugnard |     |

| 1          | Guardameta     | Steve Ixoee         |     |
| 3          | Defensa        | Joseph Tchacko      | 46' |
| 12         | Defensa        | Loic Wakanumuné     |     |
| 18         | Defensa        | Emile Bearune       |     |
| 6          | Centrocampista | Cedric Sansot       | 83' |
| 7          | Centrocampista | Joël Wakanumuné     |     |
| 8          | Centrocampista | Roy Kayara          |     |
| 16         | Centrocampista | Jean-Christ Wajoka  | 46' |
| 10         | Delantero      | César Zeoula        |     |
| 9          | Delantero      | Jean-Philippe Saiko |     |
| 11         | Delantero      | Bertrand Kaï        |     |
| Entrenador | Entrenador     | Thierry Sardo       |     |

| 12 | Delantero      | Mauarii Tehina  | 76' |
| 7  | Delantero      | Temarii Tinorua | 77' |
| 4  | Centrocampista | Ricky Aitamai   | 85' |

| 19 | Centrocampista | Joseph Atale     | 46' |
| 4  | Centrocampista | Georges Bearune  | 46' |
| 17 | Delantero      | Jefferson Dahite | 83' |

| Anotado | 90+2' | Teaonui Tehau | 1 - 1 |

| Anotado | 80' | Bertrand Kaï | 0 - 1 |

| Amonestado | 57' | Fred Tissot |

| Amonestado | 29' | Emile Bearune |
| Amonestado | 61' | Cedric Sansot |

| Árbitro             | Nick Waldron    |
| Árbitros asistentes | Tevita Makasini |
|                     | Avinesh Narayan |
| Cuarto árbitro      | Ravitesh Behari |

| 1          | Guardameta     | Mikael Roche      |     |
| 2          | Defensa        | Taumihau Tiatia   | 85' |
| 6          | Defensa        | Henri Caroine     |     |
| 19         | Defensa        | Vincent Simon     |     |
| 5          | Centrocampista | Ranui Aroita      |     |
| 11         | Centrocampista | Jay Warren        | 76' |
| 15         | Centrocampista | Heimano Bourebare |     |
| 20         | Centrocampista | Alvin Tehau       |     |
| 10         | Delantero      | Teaonui Tehau     |     |
| 13         | Delantero      | Steevy Chong Hue  |     |
| 21         | Delantero      | Fred Tissot       | 77' |
| Entrenador | Entrenador     | Ludovic Graugnard |     |

| 1          | Guardameta     | Steve Ixoee         |     |
| 3          | Defensa        | Joseph Tchacko      | 46' |
| 12         | Defensa        | Loic Wakanumuné     |     |
| 18         | Defensa        | Emile Bearune       |     |
| 6          | Centrocampista | Cedric Sansot       | 83' |
| 7          | Centrocampista | Joël Wakanumuné     |     |
| 8          | Centrocampista | Roy Kayara          |     |
| 16         | Centrocampista | Jean-Christ Wajoka  | 46' |
| 10         | Delantero      | César Zeoula        |     |
| 9          | Delantero      | Jean-Philippe Saiko |     |
| 11         | Delantero      | Bertrand Kaï        |     |
| Entrenador | Entrenador     | Thierry Sardo       |     |

| 12 | Delantero      | Mauarii Tehina  | 76' |
| 7  | Delantero      | Temarii Tinorua | 77' |
| 4  | Centrocampista | Ricky Aitamai   | 85' |

| 19 | Centrocampista | Joseph Atale     | 46' |
| 4  | Centrocampista | Georges Bearune  | 46' |
| 17 | Delantero      | Jefferson Dahite | 83' |

| Anotado | 90+2' | Teaonui Tehau | 1 - 1 |

| Anotado | 80' | Bertrand Kaï | 0 - 1 |

| Amonestado | 57' | Fred Tissot |

| Amonestado | 29' | Emile Bearune |
| Amonestado | 61' | Cedric Sansot |

| Árbitro             | Nick Waldron    |
| Árbitros asistentes | Tevita Makasini |
|                     | Avinesh Narayan |
| Cuarto árbitro      | Ravitesh Behari |